# 致命格斗
《致命格斗》（英語：The FP）是布兰登·特罗斯特与杰森·特罗斯特兄弟编剧并导演的美国喜剧片，讲述“248”和“245”两大帮派为争夺弗雷泽公园地盘决斗，双方各派人手玩类似《勁爆熱舞》的音樂遊戲《节拍启示录》，地盘归技高一筹的帮派。JTRO（杰森·特罗斯特饰）努力训练，誓要战胜敌对帮派头目杜巴（李·瓦尔马西饰）。电影主要演员还包括凯特琳·福莱、徐亚特、尼克·普林西比、多夫·蒂芬巴奇。
影片源自杰森·特罗斯特16岁的构想，并在2007年拍成短片，他与瓦尔马西、普林西比、詹姆斯·德贝罗、布兰登·巴雷拉、黛安娜·加埃塔、克里斯·勒姆彻、托里·海恩斯合演。巴雷拉看过短片后建议特罗斯特拍长片，加埃塔、勒姆彻、海恩斯的角色分别由福莱、徐亚特、布莱恩·戈达德取代。《致命格斗》2008年9月在加利福尼亚州弗雷泽公园主体拍摄，特罗斯特兄弟之父罗恩担任特效总监和執行製作人，主取景地就是他的房子。
长片版《致命格斗》2011年3月13日在西南偏南的首映反响热烈，7月30日又在奇幻国际电影节放映，通风室影业随即买下发行权。2012年3月16日本片开始在美国28家院线上映，6月29日发布家用媒体。院线发行后影片评价不一，美国票房仅40557美元，未收回4.5万美元成本。2018年9月，本片续集《狂怒之兽》上映。

## 剧情
未来反乌托邦世界某角落有“245”与“248”两大敌对帮派，为争夺弗雷泽公园（简称“FP”）地盘，双方以斗舞游戏《节拍启示录》一决雌雄。245帮头目杜巴战胜248帮老大BTRO，后者因此命丧黄泉，伤心的弟弟JTRO离开弗雷泽公园。
BTRO的挚友KCDC一年后发现伐木为生的JTRO，劝他回到弗雷泽公园，还称杜巴掌控地方酿酒业后切断居民酒水供应，许多人没酒喝后吸食冰毒成瘾，街头流浪者减少，人们变成鸭子。JTRO很不情愿地同KCDC返乡，与BLT碰面并见到老友斯泰西。不久杜巴来接女友斯泰西参加聚会，JTRO赶到聚会现场后与醉酒的斯泰西调情。杜巴先是言语嘲弄JTRO，随后用棒球棍把他打晕。JTRO梦见BTRO要求他反击，促使他醒来后向杜巴挑战。杜巴嘲笑JTRO只是无名小卒，没资格挑战，除非他能打败三德卡。
JTRO跟随BLT努力训练，争取尽快恢复昔日水平，BLT在比赛前把BTRO的舞鞋交给JTRO。JTRO在赛场受人蒙骗喝下掺有冰毒的酒影响视线，但他还是击败三德卡，随后呕吐并晕倒。
KCDC救醒JTRO并带他到248帮总部。BLT带KCDC和复原的JTRO练习开枪，决定带枪到斗舞场对付杜巴。斯泰西告诉JTRO，杜巴往她喝的水里掺松节油并施以强奸，她与杜巴在一起都是为换取啤酒，以免老爸没酒喝就去吸毒。JTRO听到斯泰西的父亲虐待女儿后出手干预，再经短暂争吵说服斯泰西一起离开。杜巴很快赶到，自称一直在欺骗斯泰西，但斯泰西却决定跟着他，JTRO愤怒之下断绝两人友谊。
遍体鳞伤的斯泰西当天找到JTRO，道歉并称已同杜巴分手，两人拥吻。杜巴命令瓜牙带枪前往斗舞场。JTRO穿上BTRO的服饰现身舞场，杜巴嗤之以鼻。比赛开始后杜巴先下一城，JTRO后来居上拿下第二和第三轮。杜巴痛下杀手，两大帮派激烈交火。
杜巴逃离斗舞场并绑架斯泰西，BLT留在斗舞场，JTRO与KCDC追踪。杜巴突然冲入加油站，与尾随而至的JTRO搏斗。不敌的杜巴屈服，被迫离开弗雷泽公园。248帮恢复控制弗雷泽公园，取消酒类销售限制。JTRO与斯泰西走到湖边，鸭子从两人头顶飞过。

## 演员
- 杰森·特罗斯特饰248帮成员JTRO，打败杜巴夺回地盘。特罗斯特创作时设想JTRO是典型的男子汉，可比洛奇·巴尔博亚和約翰·藍波。[2]
- 李·瓦尔马西饰245帮头目杜巴。杰森认为人物类似T先生，称瓦尔马西起初对扮演该角颇感尴尬，几乎不愿和杰森说话[3]。瓦尔马西还充当临时演员诠释众多背景人物[4]。
- 凯特琳·福莱饰JTRO的老友斯泰西，还是杜巴的女友。
- 徐亚特饰精力充沛的248帮成员KCDC，是BTRO的挚友和《节拍启示录》斗舞比赛主持。导演称赞徐亚特无需指导就能演好人物，徐亚特觉得KCDC是非常尽责的副手，指引人们如何在弗雷泽公园生活。[5]。特罗斯特兄弟原计划把KCDC塑造得更加喜怒无常并带有女人味，但最终决定放弃[4]。
- 尼克·普林西比饰248帮成员BLT，为人粗鲁但愿意训练JTRO。普林西比参演《安息》期间结识杰森，后者是该片服装助理和普林西比的替身演员。[4]
- 多夫·蒂芬巴奇饰俄罗斯《节拍启示录》玩家三德卡。蒂芬巴奇采用方法演技，本片摄制期间无论是否在片场都用俄国口音说话。[4]
- 詹姆斯·德贝罗饰245帮成员布斯塔·比尔，杜巴的党羽。
- 布莱恩·戈达德饰245帮成员苏加·尼加，也是杜巴党羽。
- 布兰登·巴雷拉饰248帮头目BTRO，JTRO的哥哥。巴雷拉同样在片中多次充当临时演员。[4]

其他演员包括：迈克·桑多饰乔迪，雷切尔·罗宾逊饰拉西，娜塔莉·明克斯饰梅西，西恩·瓦兰饰斯泰西之父，小克利夫頓·柯林斯饰CC酱。布賴恩·韋伯客串KCDC抢劫的加油站老板，詹姆士·雷瑪提供片头旁白。達什·米霍克在片中诠释的小角色后在院线公映版被剪，仅在西南偏南首映亮相。制片人克里斯蒂安·阿吉普特、第一副导演克里斯托弗·霍姆斯、服装设计莎拉·特罗斯特，瓦尔马西的弟弟凯尔、特罗斯特兄弟的众多友人充当群众演员。布兰登·特罗斯特为付费电话接线员配音。

## 剧组

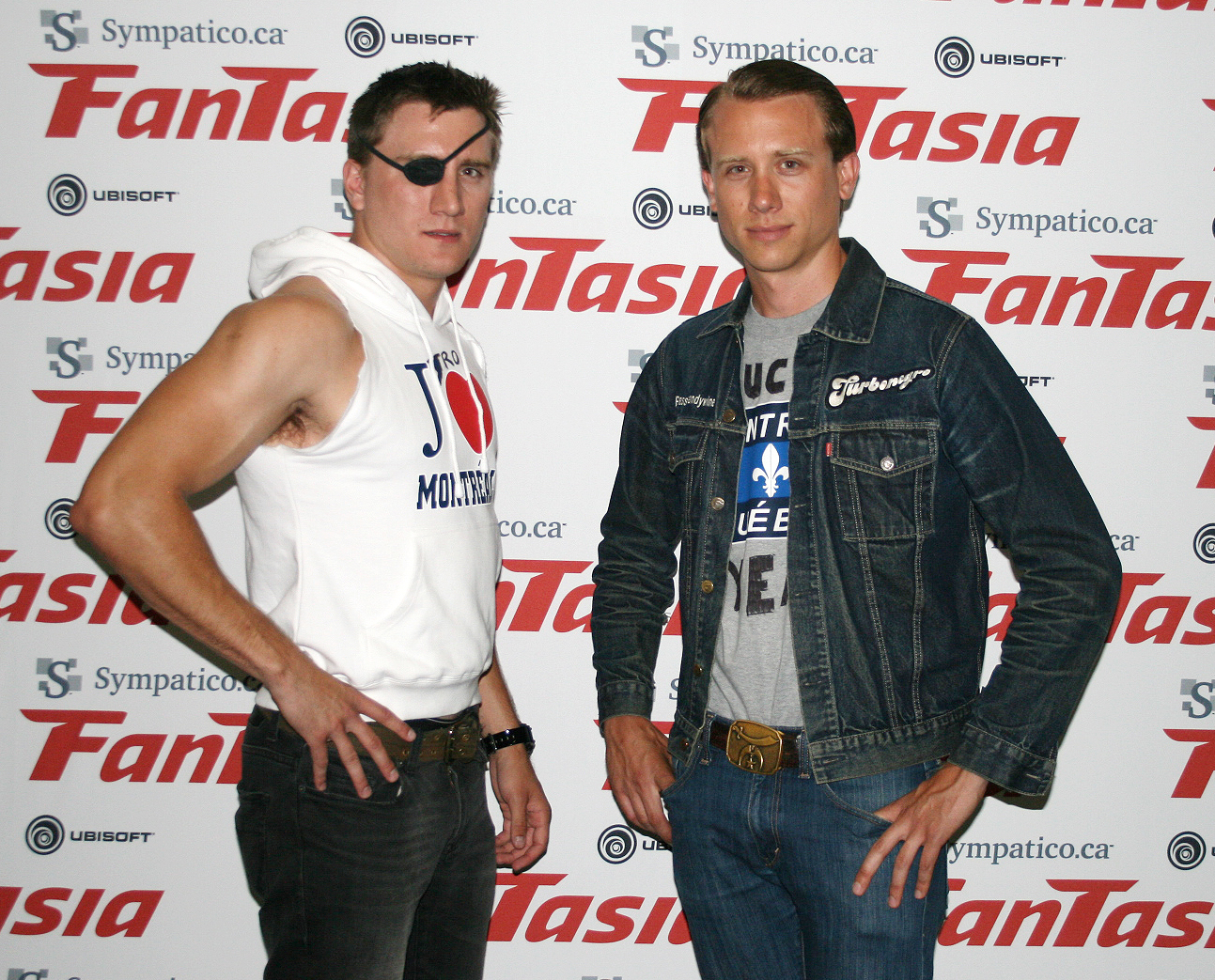
杰森·特罗斯特（左）与布兰登·特罗斯特出席奇幻国际电影节首映式

- 杰森·特罗斯特：导演、编剧、原著
- 布兰登·特罗斯特：导演、编剧、摄影
- 克里斯蒂安·阿吉普特：制片、制作经理
- 布兰登·巴雷拉：制片
- 傑森·布倫：执行制片人
- 史蒂文·施奈德：执行制片人
- 罗恩·特罗斯特：执行制片人、特效协调
- 哈尔·特赖恩：执行制片人
- 泰勒·罗宾逊：美术总监
- 莎拉·特罗斯特：服装设计
- 艾比·利维：剪辑
- 乔治·霍尔德克罗夫特：作曲

## 制作

### 构想与编剧
杰森·特罗斯特16岁时经常玩《勁爆熱舞》，本片源自他此时的构想。他发现有些人玩起该游戏非常较真、动作激烈，似乎把游戏“当成某种血腥运动”。特罗斯特念高中时就拍过多部短片，他在进入电影学校后不久退学，用学费制作2007年的同名短片，采用长片剧本拍摄但只拍前十页内容。多年后的长片重拍短片部分桥段，特罗斯特表示长片是靠想象傑瑞·布洛克海默监制的《劲舞革命》电影版会怎么拍来构思。
特罗斯特兄弟邀请制片人布兰登·巴雷拉参与短片演出，巴雷拉看过后建议拍成长片。兄弟俩在蒂洪山区的《山区企业报》 刊登广告，鼓励居民协助选址、餐饮、捐赠，也可以充当群众演员或加入剧组。
特罗斯特兄弟在加利福尼亚州弗雷泽公园长大，以地名缩写“FP”为本片命名。据杰森所述，当地居民在《橘郡风云》开播后开始把弗雷泽公园简称“the FP”他还称本片剧情一板一眼地照搬《洛奇》，部分桥段“近乎剽窃”。他根据朋友姓名为片中所有人物起名，片中超八成对话取材弗雷泽公园常用语。剧本中的粗话基本源自服装设计莎拉·特罗斯特参加聚会所闻，或特罗斯特兄弟在片场所想，两人除《劲舞革命》外还经常玩的俠盜獵車手：聖安地列斯》、《嘻哈明星大乱斗》都是本片对白的灵感来源。
为节约成本，剧本创作尽量以特罗斯特兄弟之父拥有的房产及其他财产为背景。杰森自称看过不少矫揉造作的低成本电影，不打算靠伪装让人误以为本片预算有多高。片中参与斗舞游戏失利的角色会死亡，人称“187”，这是源自《加利福尼亚刑法》的俚语，意指谋杀。电影没有说明人物确切死因，特罗斯特兄弟觉得把死因模糊化处理更有趣，更有助于观众认可本片属喜剧。

### 选角
杰森（JTRO）、瓦尔马西（杜巴）、巴雷拉（BTRO）、德贝罗（布斯塔·比尔）出演的人物与短片相同，加埃塔（斯泰西）、勒姆彻（KCDC）、海恩斯（尼加）的角色分别由福莱、徐亚特、戈达德接手。戈达德是弗雷泽公园名人，选他参演相当于“通過儀禮”。扮演乔迪的迈克·桑多绝大多数戏份因电影节奏问题被剪。
大部分演员是特罗斯特一家的朋友。詹姆斯·瑞马尔从小就与特罗斯特兄弟交好，为片头旁白配音。罗恩·特罗斯特曾是《魔宮帝國2》特效总监，杰森与布兰登在该片片场结识瑞马尔。布兰登曾在《快克殺手2：極速電擊》与徐亚特和小克利夫顿·克林斯共事，决定邀请两人参演《致命格斗》。

### 服装
为本片设计服装的莎拉·特罗斯特优先考虑弗雷泽公园当地流行款式，同时参考埃爾維斯·皮禮士利、电影《双截龙》、《洛奇》、《疯狂的麦克斯》、《殺神輓歌》、《街頭痞子》、《纽约大逃亡》、《X战警》，以及約翰·卡本特导演电影的着装风格。莎拉根据南北战争时期军服设计黑帮服饰，按南方邦联军设计245帮，北方联邦军设计248帮。帮派旗帜同样源于联邦和邦联旗。245帮的服饰比较平整，248帮更具颗粒感。大部分服装是用剧组方便获取的材料制作，如杜巴的衣服就是连体衣所制，JTRO和BTRO脚穿雪地探险靴。大部分打底服是从旧货店购买，或取自莎拉的储藏室，还有些是特罗斯特兄弟童年服饰。
莎拉有意让各人服装差异显著。JTRO和BTRO的衣服基本上只有颜色不同，外套背部都有类似美国国旗的徽章，令248帮与南北战争时间的联邦关系更紧密。片尾JTRO穿上BTRO的服装，但杰森和布兰登身高不同，莎拉需要调整衣裤。JTRO的服饰颜色起初以黑色为主，后转为蓝色，再变成军绿，代表“他与BLT联合”。KCDC服饰上的鸭子意指人物演讲，称弗雷泽公园缺乏鸭子。斯泰西与父亲的服饰都有些變性风格，在父亲身上更明显。瓦兰向莎拉表示，只要能露出乳头叫他穿什么都行。斯泰西穿过印有“I Love New York”（“我爱纽约”）字样的上衣，但用胶带挡住“New York”（“纽约”）上书“The FP”（指“弗雷泽公园”）。CC酱的服饰尽可能采用多种色彩来模仿銳舞文化。

### 摄制
《致命格斗》仅4.5万美元预算，主体拍摄2008年9月在加利福尼亚州弗雷泽公园展开，共持续20天，大部分取景地是罗恩·特罗斯特的房产。BLT的房子是在特罗斯特兄弟童年故居摄制，地下室其实是集装箱内景。外景地许多物品是罗恩收藏或从其他电影外景地收集，特罗斯特兄弟分摊导演职责，布兰登负责视觉呈现，杰森负责剧情和人物演出。瓦尔马西在特罗斯特兄弟没空时导演驾车桥段，他和福莱共同演出。

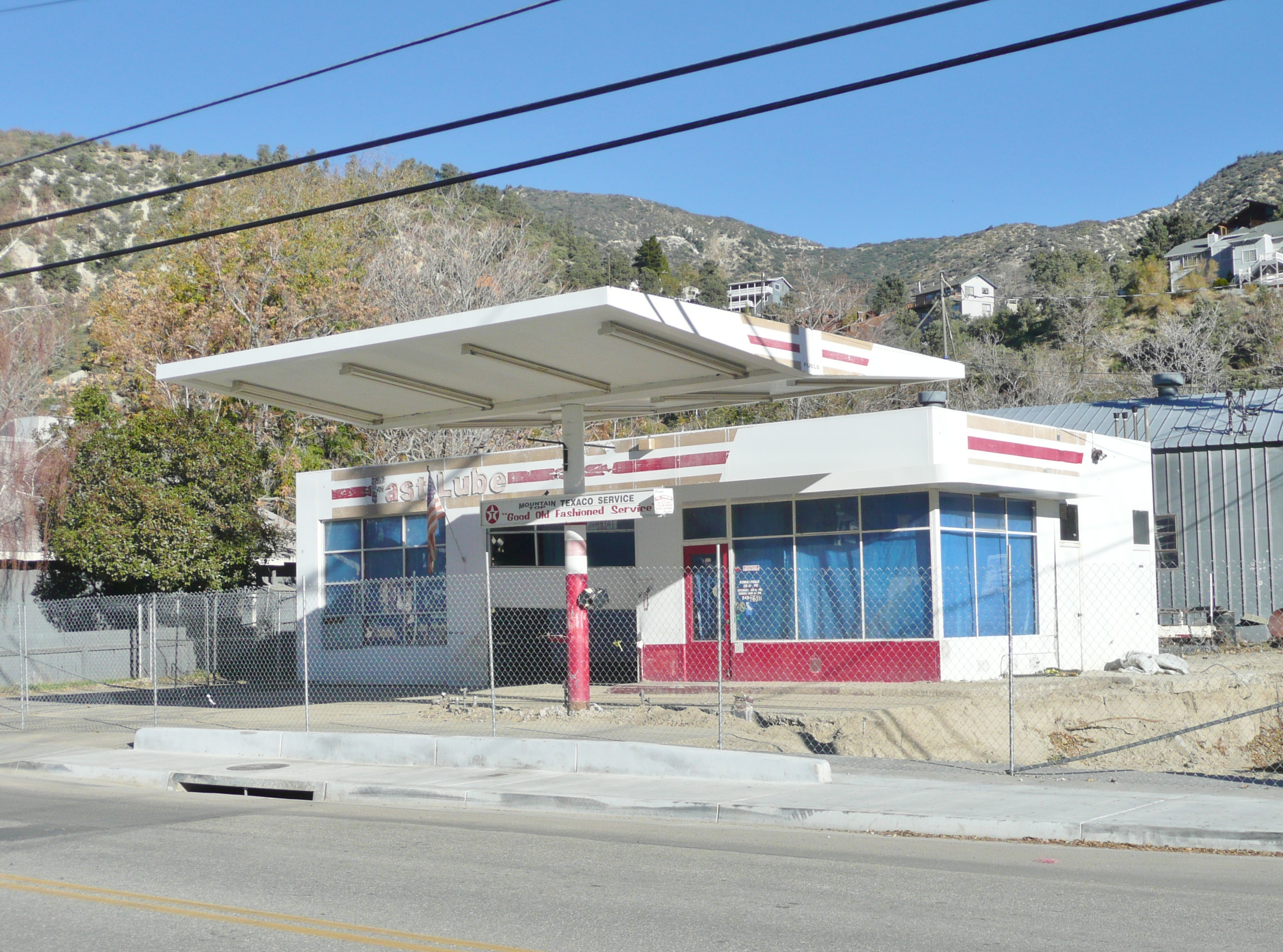
片尾搏斗桥段是在加利福尼亚州弗雷泽公园的废弃德士古加油站摄制

预算紧张导致许多原计划取景地取消。为顺应主题，JTRO与杜巴的倒数第二场搏斗（斗舞）戏原定在电影关键地点道恩酒市取景，但酒店老板拒绝合作，剧组只能改用废弃已久的加油站。经扮演苏加·尼加的戈达德协调，剧组获许在加油站摄制。
倒数第二场斗舞戏由三段八分钟长镜头剪辑而成。瓦尔马西与杰森跳舞，布兰登“拿着摄像机四处游荡”。拍摄轮胎训练戏码时布兰登要求杰森表演时多转几圈，结果杰森扭伤脚踝，用雪地靴充当医用靴。
布兰登还是本片摄影总监，选择佳能XH-A1摄像机采用数字摄影技术拍摄，他不久前用同款摄像机拍摄《怒火攻心2：高压电》。布兰登用35毫米膠片和单镜头模式拍摄，营造类似《战士帮》和《全面回忆》的传统感。他故意不处理摄影机拍摄或照明遇到的问题，希望电影“更显真实”。

### 视觉效果
视效技师亚伦·朱图宁利用计算机图形技术把《劲舞革命》曲目的画面效果移植到《节拍启示录》。曲目现场播放，演员跟随节拍起舞。电影采用视觉特效遮挡道恩酒市字样，店主不同意片中出现店名和商标。

### 音乐
制片人克里斯蒂安·阿吉普特邀请乔治·霍尔德克罗夫特观看本片试映，后又请他为本片作曲。霍尔德克罗夫特此时住在芝加哥，他一天工作12小时谱写配乐，用电子邮件发给特罗斯特兄弟。为模拟唱诗班合唱，他把歌曲选段用不同音调与旋律反复演唱两百多次，再将唱段合成。他还用假聲唱歌并改变音调，令歌声更像女人。
霍尔德克罗夫特没玩过《劲舞革命》但熟悉游戏音乐，特别是近藤浩治创作的曲目、《最终幻想》、以及早期任天堂游戏的音乐。《致命格斗》配乐包含的歌曲达61首之多。

## 发行

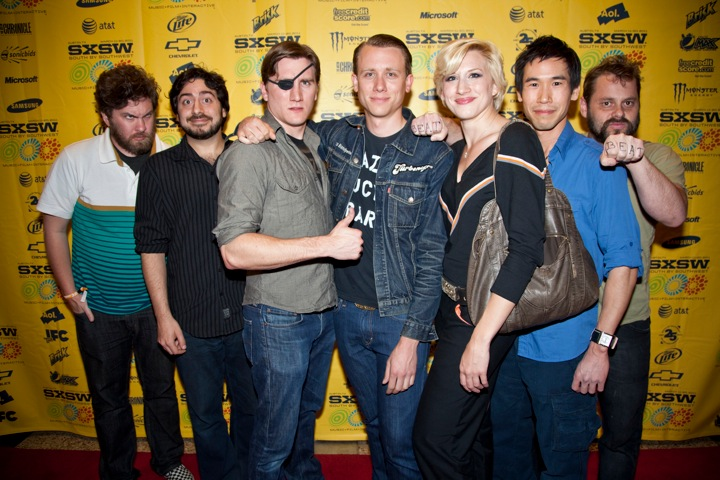
左起：第一副导演克里斯托弗·霍姆斯、制片人克里斯蒂安·阿吉普特、导演杰森和布兰登，服装设计莎拉，演员徐亚特、美术总监泰勒·罗宾逊出席本片西南偏南首映式

《致命格斗》2011年3月13日在西南偏南首映，后在奇幻国际电影节、隆德国际奇幻电影节、费城电影节、电影家族实验影院放映。阿拉莫通风室电影院沿途放映期间，特罗斯特兄弟安排本片在加利福尼亚州弗雷泽公园免费放映。2012年3月16日，影片在美国院线限量上映。

### 票房
通风室影业创始人蒂姆·里格在西南偏南看过后很喜欢《致命格斗》，公司2011年8月1日买下发行权，比电影在奇幻国际电影节放映晚一天。本片是通风室影业发行的第二部电影，首部是《四头狮子》。影片首周末在北美洲28家院线收入22571美元，平均每家806美元。第二周电影在九家影院进账9314美元，其后五周7979美元，合计40557美元。

### 专业评价
本片在电影节放映反响上佳。统一玩家在线网的乔丹·霍夫曼评级B+（最高A+，最低F），把本片与《黑色決殺令》对比，称片中“充满冒傻气的幽默，机智之处令人措不及防”。埃里克·科恩在IndieWire同样评级B+，感觉电影喧嚣而狂暴，笑点百无禁忌，还有意指《战斗帮》、《机器战警》、《纽约大逃亡》的情节。抽搐电影网刊登斯科特·温伯格的文章，呼应霍夫曼的评价把本片与《黑色炸药》 对比。温伯格自称“发现很多值得享受的东西”，认可徐亚特、瓦尔马西、杰森的演出。雅各布·霍尔在电影地带发文给予好评，称赞布兰登的摄影与《疯狂的麦克斯2》、《发条橙》颇为相似。他赞扬电影敢于选择“完全荒谬的故事前提”，能像本片般一经面世就是邪典经典的电影实在不多。诚实预告片的弗雷德·托佩尔预测本片“将成为特罗斯特兄弟的名片”，称赞《致命格斗》正是他参与奇幻电影节等电影盛事期望看到的作品。
电影公映后反响不一。评论汇总网站爛番茄共收集24篇评论，认可度五成，平均分5.2（最高10分）。Metacritic根据11篇评论为电影打分48，代表“评价不一或中等”。
《旧金山纪事报》的麦克·拉塞勒认可影片表现，特别是“一本正经的搞笑，毫不知耻地讽刺青少年帮派和未来背景反乌托邦噩梦电影，再加戏仿《8英里》”。汤姆·基奥在《西雅图时报》打分两星半（最高四星），称赞《致命格斗》构思新颖，但缺乏“直截了当的笑料”。《奧斯汀紀事》刊登马克·萨夫洛夫的文章评级三星（最高五星），认为电影“愚蠢至极”但“可能是邪典电影杰作”。安吉拉·沃特卡特在《连线》发文，称本片“马上成为邪典经典”，并将电影与《8英里》、《洛奇》、《小子難纏》对比。《俄勒冈人报》评论员肖恩·利维评级“B”，认可电影的怪异之处，“很难不去佩服它对那些道德观的热忱”。彼得·德布鲁格在《综艺》称赞布兰登的摄影功底，认为影片结构中规中矩，各方面演绎颇显诚意，但很快就流于表面。马特·霍金斯在Kotaku发文，称本片“正统傻瓜喜剧”，“与玩家交流而且不至直白地污辱他们”。《芝加哥論壇報》刊登迈克尔·菲利普斯的文章评分两星（最高四星），认可电影背景构思和摄制技巧，但批评电影部分内容的处理颇为可笑。
《纽约时报》的安迪·韦伯斯特认为本片的制作价值实在“拿不出手”而且智商欠费，出人意料地证明影片不值得浪费时间。罗伯特·阿贝尔在《洛杉磯時報》发文批评片中人物塑造、服装、对白，“不顾一切地想让人当成邪典膜拜……却不知什么才是真正的另类与风趣”。斯科特·托比亚斯在影音俱樂部将《致命格斗》评级“C+”（最高A+，最低F），认为电影受到约翰·卡朋特、《战士帮》、《疯狂的麦克斯2》、《发条橙》影响，但批评杰森的演出。在他看来，《致命格斗》纯属垃圾，就像只能开一次的玩笑，“让午夜观众吞咽下去，打个嗝，第二天早上就忘掉”。《偏锋杂志》刊登尼克·沙格打分一星半（最高四星）的评论，批评电影空洞且毫不幽默，妄想当邪典一飞冲天。《乡村之声》的埃里克·海恩斯认为“影片魅力迅速消散”，“要如此顽固地向烂片致敬，拍出来的往往也是烂片，不管怎么说这个任务确实达成”。伊森·吉尔斯多夫在《波士頓環球報》发文评分一星（最高四星），批评《致命格斗》纯属烂片，而且没到“否极泰来变好片”的程度。美联社影评人克里斯蒂·莱米尔认可吉尔斯多夫的看法，同样评分一星（最高四星），认为本片“既烂又无聊还啰嗦”，“身为喜剧只让人麻木”。IGN刊登麦克斯·尼克尔森的文章，称本片虽说算不上所见最垃圾的作品，但显然更适合拍成三分钟小品搬上《笑死人不偿命》。

### 家用媒体
影像娱乐2012年6月19日发行《致命格斗》DVD、藍光光碟、隨選視訊、数字下载。影碟除正片外还有拍摄花絮，服装设计莎拉·特罗斯特与作曲乔治·霍尔德克罗夫特访谈，特罗斯特兄弟评论音轨，特别收藏版图册上有羅伯·殭屍、布莱恩·泰勒、馬克·奈維代创作的介绍。从通风室影业网站购买可选四种特别版，均包含霍尔德克罗夫特谱写的配乐和720p高清数字下载，此外还有电影DVD或蓝光影碟，特罗斯特兄弟签名海报，杜巴的装饰牙套模型，特罗斯特兄弟签名、内盛卫生棉条的玻璃管。

## 续集
据杰森·特罗斯特透露，《致命格斗》计划拍两部续集，第一部剧情涉足香港，发生在原作情节五年后，舞蹈和《节拍启示录》比赛更多，还称剧情与《洛杉磯大逃亡》类似。杰森笑称可能会在年老后拍第三部续集，如同《洛奇》系列的《洛奇：拳王再臨》。2013年8月，杰森自称与本片投资人都没从《致命格斗》发行拿到任何收入，“可能永远都不会有”，还称“想办法找人为零收入电影拍续集注资”很不容易。
2016年2月杰森在Indiegogo群眾募資网站发动筹款，需求十万美元，透露续集片名《狂怒之兽：致命格斗2》。活动仅筹得1.97万美元，不到拍片所需三分之一。2017年7月，杰森又在Indiegogo筹资并微调片名，此时电影前半小时已拍完，筹款目标定在两万美元，结果筹得3.49万美元。2018年4月，电影海报和剧情简介公布，片名《狂怒之兽》。续集延续《致命格斗》情节，讲述JTRO与KCDC与废物帮头目“AK-47”决斗《节拍启示录》，挽救世界免遭剥夺酒水。杰森、徐亚特、巴雷拉、普林西比回归，另有演员迈克·奥戈曼、塔莱·威克姆、布鲁·米勒加盟。杰森表示该片会在2018年10月的“美国大型主流电影节”首映，2018年9月22日在奇幻电影节首映时片名《致命格斗2：狂怒之兽》。